# Ownership, Unity and Responsibility Party
Die Ownership, Unity and Responsibility Party (auch: Our Party) ist eine Partei in den Salomonen.

## Geschichte
Die Partei wurde am 16. Januar 2010 durch den damaligen Oppositionsführer und früheren Premierminister Manasseh Sogavare und acht weitere Parlamentarier der Opposition gegründet und einen Monat später durch eine offizielle Gründungsveranstaltung öffentlich gemacht. Sie trat bei den Wahlen 2010 an.
Die Partei setzte sich das Ziel „im Zeitraum von 4 Jahren 780 mio Salomonen-Dollar aus eigenen Mitteln in die Landwirtschaft zu investieren um die Beteiligung unserer Bevölkerung an der wirtschaftlichen Entwicklung zu verbessern“ („invest $780 million over a period of 4 years in the rural economy from our own sources to improve the participation of our people in economic development“). Sie forderte, dass die Provinzregierungen sich aktiv an der ländlichen Entwicklung beteiligen sollten. Die Partei wollte auch prüfen, ob es möglich wäre, das Eigentum an Land nach Gewohnheitsrecht wiederherzustellen, welches während der Kolonialzeit für öffentliche Zwecke veräußert wurde, insbesondere in Honiara. In dieser Hinsicht wollte sich die Partei an der in Vanuatu angewandten üblichen Landbesitzpolitik orientieren.
Während des offiziellen Starts der Partei Mitte Februar in Gizo fügte Sogavare hinzu, dass die Landbesitzer trotz des Exports von „Millionen Dollar an Baumstämmen“ („millions of dollars worth of logs“) aus der Westprovinz nur wenig Einnahmen oder verbesserte staatliche Dienstleistungen erhalten hätten. Später versprach er, die Sorgen der Bürger zu „einem Spill-over-Effekt der Bougainville-Krise“ („the spill-over effects of the Bougainville crisis“) an der Seegrenze zu Papua-Neuguinea auszuräumen, und betonte, dass die nationale Einheit „eine der Grundsäulen“ („one of the core pillars“) der OUR-Partei sei.
Später, im Zusammenhang mit dem Wahlkampf für die Wahlen 2010 erklärte er:

„OUR Party gründet auf christlichen Prinzipien. OUR Party setzt sich dafür ein, das Eigentum an diesem Land den Menschen auf den Salomonen wiederzugeben, sowohl den Ureinwohnern als auch den Eingebürgerten. Wir sind auch dem Kurs der nationalen Einheit verpflichtet. Wir glauben, dass wir nur Fortschritte machen können bei der Entwicklung unseres Landes, wenn wir vereint sind und einander als Brüder und Schwestern sehen. Wir setzen uns auch dafür ein, verantwortungsvolle Führung auf allen Ebenen zu fördern, einschließlich persönlicher Führung. Wir setzen uns auch dafür ein, unsere Mitarbeiter durch eine Entwicklungsstrategie zu stärken, die auf den Menschen ausgerichtet ist, ländlich und wachstumsorientiert.“

Im Namen der Partei hat er auch die Wahrheits- und Versöhnungskommission (Truth and Reconciliation Commission) des Landes kritisiert und sie als kostspielig, übermäßig akademisch und von „fremden Konzepten“ geleitet beschrieben, im Gegensatz zu effektiveren indigenen Mitteln zur Lösung von Konflikten und deren Folgen.
Parteigeneralsekretär Patterson Oti erklärte im Mai 2010, dass die Partei Entwicklungsprogramme dezentralisieren werde, um die Provinzen zu stärken. Im Juni versprach Sogavare, „6,2 mio US-Dollar für die Umsiedlung von Opfern des Klimawandels bereitzustellen“ („pledged to commit 6.2 million US$ to help relocate victims of climate change“), falls die Partei die Wahl gewinnt.
Bereits in der Wahl 2014 trat die Partei nicht mehr an. Bei der Wahl 2019 wurde Sogavare als unabhängiger Kandidat für den Wahlkreis East Choiseul gewählt.

## Wahlergebnisse
| Wahl      | Stimmen | %    | Mandate |
| --------- | ------- | ---- | ------- |
| Wahl 2010 | 24.138  | 10,2 | 4 / 50  |
| Wahl 2014 | –       | –    | 0 / 50  |
| Wahl 2019 | –       | –    | 0 / 50  |
| Wahl 2024 | 83.279  | 24,1 | 15 / 50 |